# Universiteit van Ariël

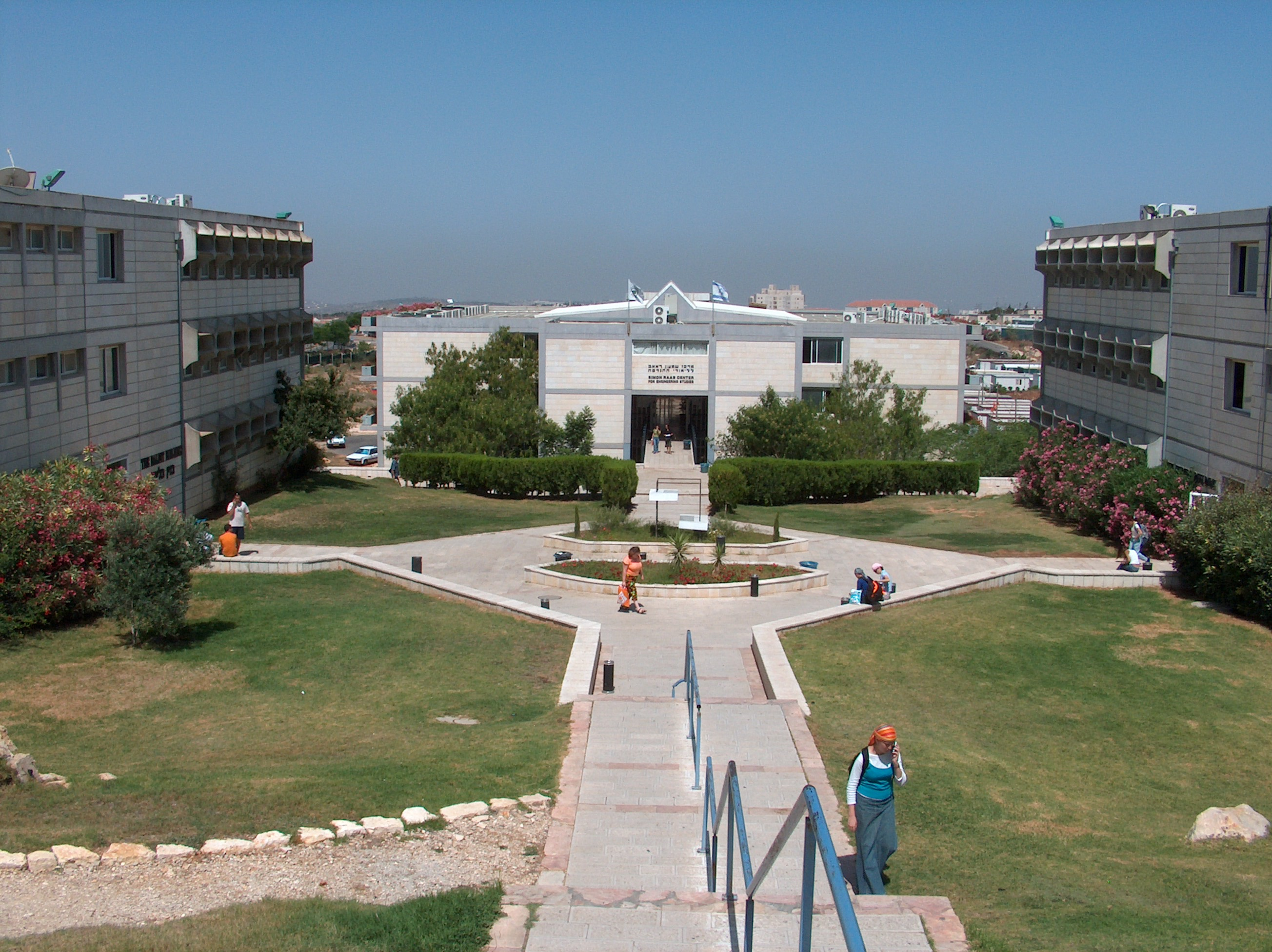
Universiteit van Ariël

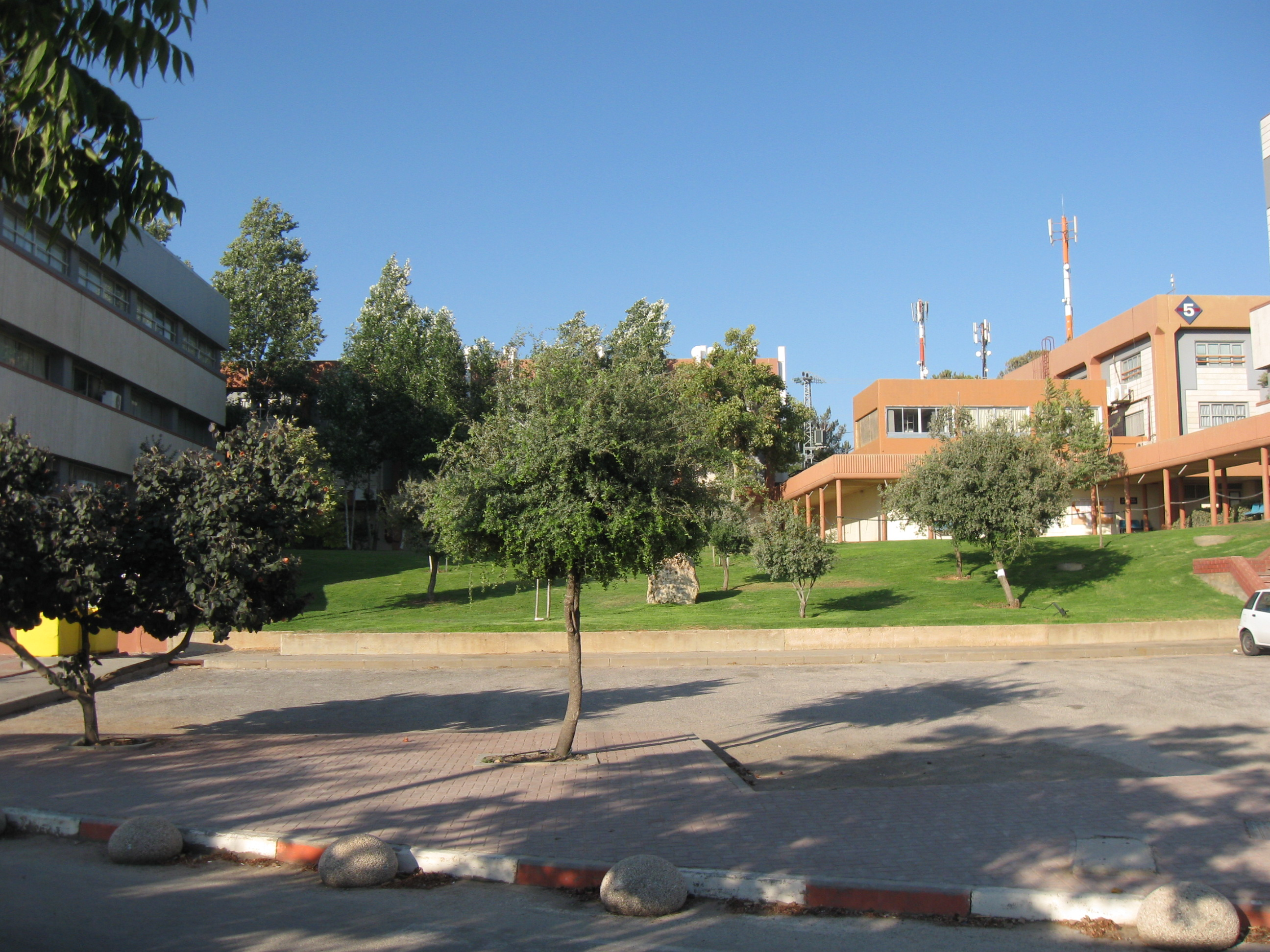
Campusterrein

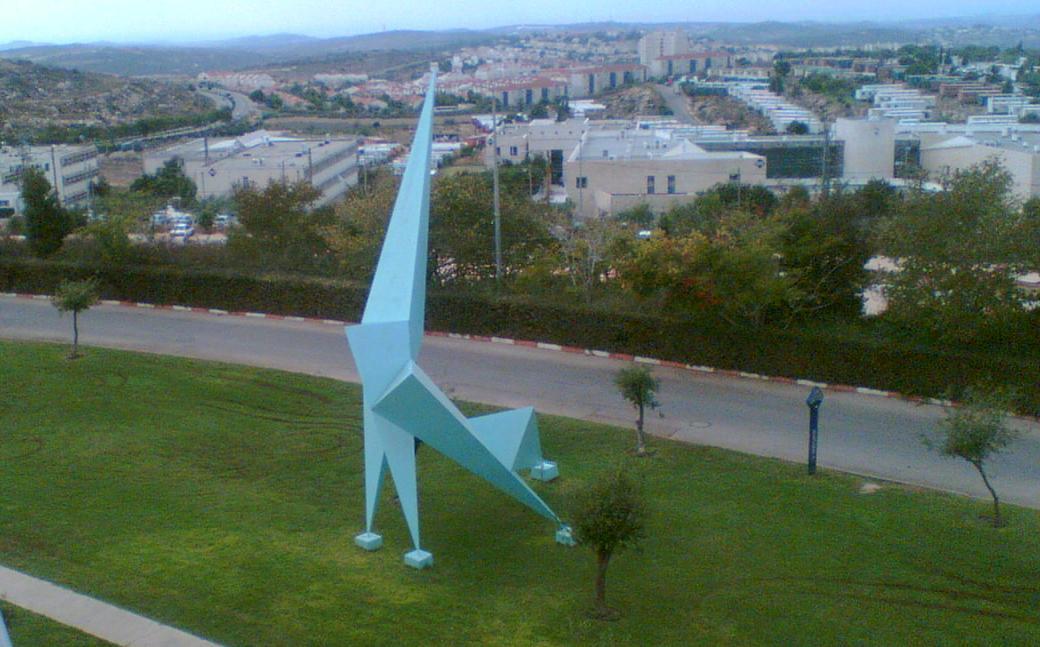
Standbeeld voor het bibliotheekgebouw. Op de achtergrond de stad Ariël

De Universiteit van Ariël (Hebreeuws: אוניברסיטת אריאל - Universitat Ariël, Engels: Ariel University, afgekort AU) voorheen het Universitair Centrum Ariël in Samaria (Hebreeuws: המרכז האוניברסיטאי אריאל בשומרון - HaMerkaz HaUniversitai Ariël BaShomron) is een Israëlische universiteit in de Joodse nederzetting Ariël op de Westelijke Jordaanoever. De instelling heeft ongeveer 14.000 studenten (stand augustus 2011).
In 2012 kreeg deze hogeschool, die tot dan toe te vergelijken was met een Nederlandse hbo-instelling, officieel de status van universiteit.
De universiteit is aangesloten bij de International Association of Universities.

## Geschiedenis
Het universitair centrum werd in 1982 opgericht als dependance van de Bar-Ilan Universiteit. Tot het studiejaar 2004/5 bleef deze relatie bestaan en presenteerde de hogeschool zich als college onder de naam College voor Judea en Samaria.
De Israëlische regering was van plan het instituut – dat naar Europese maatstaven in feite een hogeschool was – tot universiteit te verheffen. Het voorstel werd echter afgewezen door het nationale accrediteringsbureau. De regionale instantie voor hoger onderwijs accepteerde deze statusverandering daarentegen wel. In augustus 2007 werd de naam veranderd in Universitair Centrum Ariël in Samaria. Pas in 2010 werd deze naamsverandering officieel erkend. Desondanks is de officiële accreditering van het centrum als "college" jarenlang niet veranderd. Medio 2012 is het college echter alsnog tot universiteit bevorderd.

## Faculteiten en centra
- Centrum voor gezondheidswetenschappen
- Faculteit bouwkunde
- Faculteit communicatiewetenschappen
- Faculteit natuurwetenschappen
- Faculteit sociale wetenschappen en geesteswetenschappen
- Faculteit technische wetenschappen

## Onderzoeksinstellingen
- Centrum voor stralingsonderzoek
- Centrum voor materiaalkunde
- Integratief hersenonderzoekscentrum Ariël (IBSCA)
- Centrum voor robotica en robottoepassing
- Regionaal onderzoeks- en ontwikkelingscentrum voor Samaria en het Jordaandal
- Onderzoeks- en ontwikkelingscentrum voor binnenlandse veiligheid
- Nationaal centrum voor strategisch onderzoek Israël
- Onderzoekscentrum voor massamedia
- Interdisciplinair laboratorium voor kinematica en rekenkundige meetkunde
- Rekencentrum
- Laboratorium voor arbeidswetenschappen